# Pitho mirabilis
Pitho mirabilis är en kräftdjursart som först beskrevs av J. F. W. Herbst 1794.  Pitho mirabilis ingår i släktet Pitho och familjen Tychidae. Inga underarter finns listade i Catalogue of Life.